# Arbonne-la-Forêt
Arbonne-la-Forêt è un comune francese di 1 039 abitanti situato nel dipartimento di Senna e Marna nella regione dell'Île-de-France.

## Società

### Evoluzione demografica
Abitanti censiti

## Monumenti e luoghi d'interesse
- Chiesa di Sant'Eligio (Arbonne-la-Forêt)